# Dworek w Motyczu

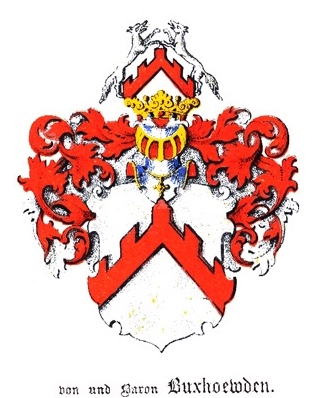
Herb Buxhoeveden

Dworek w Motyczu – dworek z początku XX wieku w miejscowości Motyczu w powiecie lubelskim, wpisany do rejestru zabytków nieruchomych województwa lubelskiego.

## Historia
Folwark w Motyczu istniał już w drugiej połowie XV wieku. Właściciele Motycza posiadali z reguły po kilka, a nawet kilkanaście wsi stąd zarządzali tutejszym folwarkiem przy pomocy dzierżawców lub administratorów, którzy mieszkali zazwyczaj we dworze, zarządzali służbą dworską oraz folwarczną i nadzorowali wypełnianie świadczeń, w tym odrabianie pańszczyzny przez chłopów. W XVII wieku właściciele mieszkali tu jedynie od 1661 do ok. 1690 (Jan Piotrowski z żoną, a następnie Łukasz Kochanowski). Nie wiadomo jak wyglądał dwór w Motyczu w wiekach XVI i XVII. Zapewne był niewielki, kilkuizbowy, drewniany, parterowy. Z XVIII wieku pochodzą kolejne wzmianki o budynkach dworskich. Nie była to zapewne ta sama budowla, co w poprzednich wiekach. Inwentarz budynków folwarcznych z 1726 odnotowuje dwór otoczony drewnianym parkanem, do którego wjeżdżało się drogą od strony Lublina, przez wrota zbite z tarcic. Budynek był parterowy, zbudowany z drewna sosnowego, w momencie spisywania inwentarza wymagał pilnego remontu.
Kolejni właściciele utrzymywali zabudowania folwarczne i włościańskie. Motycz od października 1879 należał do Szweda barona Rudolfa Ottona von Buxhoevdena. Nabył on majątek Motycz (1 530 mórg i 114 prętów, oraz 256 mórg lasu) za 72 600 rubli. Buxhoevden był w latach 1869–1876 naczelnikiem powiatu lubelskiego. Posada naczelnika powiatu była dla niego tylko stopniem kariery urzędniczej w administracji rosyjskiej, gdyż później w latach 1876–1883 był wicegubernatorem łomżyńskim, następnie wicegubernatorem radomskim. Pochodził z guberni inflanckiej z rodziny szlacheckiej wyznania luterańskiego. Był żonaty z córką radcy Rządu Gubernialnego Lubelskiego Józefiną Okołowicz wyznania rzymskokatolickiego. Henryk Wierciński w swoich pamiętnikach pisał, że był on „człowiekiem spokojnym i wytrawnym”. Był także kuzynem ówczesnego gubernatora Warszawy. Baron w Motyczu nie mieszkał, oddał go w zarząd swojego plenipotenta. Buxhoevden sukcesywnie sprzedawał część swojego majątku. Dwór przeszedł przez ręce Lubelskiego Towarzystwa Ziemskiego, które sprzedało go Izabeli i Adamowi Malhomme w 1910 za sumę 108 000 rubli. Rodzina ta pochodziła z Francji i przybyła do Polski pod koniec XVIII wieku, a więc w czasach rewolucji francuskiej. Członkowie rodziny Malhomme byli dobrze wykształceni, studiowali w Petersburgu i Dorpacie. Dość szybko związali się z ziemiami polskimi, brali udział w powstaniu listopadowym i styczniowym. Jak wynika z relacji jednego z najstarszych mieszkańców Motycza dwór stojący do dzisiaj miał być wybudowany w latach 1909–1910, a więc w czasach Malhomme. Rodzina ta nie mieszkała jednak zbyt długo w Motyczu, ponieważ już w 1912 roku działkę zakupili hrabia Edward Del Campo Scypio i Bohdan Broniewski za sumę 130 684 rubli 15 kopiejek. Obaj panowie byli pełnomocnikami Towarzystwa Akcyjnego „Motycz Hodowla Nasion Buraczanych” Zjednoczone Cykrownie K. Buszczyńki M. Łążyński, które działało w Motyczu do końca II wojny światowej. Nowi właściciele budynków dworskich starali się rozbudować posiadłość i przystosować ją do nowych warunków gospodarczych. Majątek przeszedł na rzecz Skarbu Państwa w 1946.
W lipcu 1915 roku, po bitwie pod Jastkowem Legionów Polskich, we dworze, w dużej sali był szpital, gdzie umieszczono ciężej rannych, lżej rannych odwożono do Niedrzwicy. Przez kilka dni przebywał w szpitalu ze swymi legionistami Józef Piłsudski.
Następnie po II wojnie światowej „resztówka” wraz z dworem należała do jednego z zakładów Kombinatu Ogrodniczego w Leonowie. W czterech pomieszczeniach na poddaszu i pięciu na parterze znajdowały się mieszkania, biura zakładu, czteroklasowa szkoła, punkt biblioteczny oraz Klub Ruchu, użytkowany także jako świetlica zakładowa. W 1991 roku dworek został wyremontowany. Obecnie należy do prywatnego właściciela. W 1998 r. właściciele otrzymali nagrodę I stopnia Ministra Kultury „Za przeprowadzenie kompleksowego remontu dworu w Motyczu oraz wzorowe uporządkowanie jego otoczenia”.